# Ministarstvo mira
Ministarstvo mira (engl. Ministry of Peace), ili na novogovoru Minipax, jedno je od četiriju ministarstava fiktivne države Oceanije u Orwellovu romanu Tisuću devetsto osamdeset četvrtoj. Ono po svojoj nadležnosti odgovara ministarstvu obrane/rata, odnosno u svojoj ovlasti ima oružane snage te, teorijski, predstavlja najvažniji državni organ o kojem ovisi opstanak same države ugrožene ratom koji se stalno vodi sa suparničkim supersilama Eurazijom i/ili Istazijom.
U stvarnosti, odnosno po navodima Goldsteinove knjige, Ministarstvo mira se, usprkos ogromnim resursima koje država izdvaja za naoružanje i opremu, trudi da nikada u potpunosti ne porazi neprijatelja ili ga isprovocira na neku odlučnu akciju, jer vanjski neprijatelj omogućava da se kroz nesmiljenu propagandu nezadovoljstvo stanovništva unutarnjim prilikama kanalizira prema van.